# Ерепкино (Аксубаевский район)
Ерепкино (тат. Ерепкино) — деревня в Аксубаевском районе Республики Татарстан России. Входит в состав Старотимошкинского сельского поселения.

## География
Деревня находится в южной части Татарстана, в лесостепной зоне, в пределах восточной части Заволжской низменности, к югу от автодороги 16К-0116, на расстоянии примерно 12 километров (по прямой) к юго-востоку от Аксубаева, административного центра района. Абсолютная высота — 147 метров над уровнем моря.

### Климат
Климат характеризуются как умеренно континентальный, с продолжительной умеренно холодной зимой и тёплым влажным летом. Среднегодовая температура воздуха составляет 3,8 °С. Средняя температура воздуха самого холодного месяца (января) — −11,8 °C; самого тёплого месяца (июля) — 19,5 °C. Среднегодовое количество атмосферных осадков составляет 517 мм, из которых около 365 мм выпадает в период с апреля по октябрь.

### Часовой пояс
Деревня Ерепкино, как и весь Татарстан, находится в часовой зоне МСК (московское время). Смещение применяемого времени относительно UTC составляет +3:00.

## Население
Население деревни Ерепкино в 2011 году составляло 131 человек.

### Национальный состав
Согласно результатам переписи 2002 года, в национальной структуре населения чуваши составляли 93 % из 119 чел.